# Résidence Belle-Vue
La Résidence Belle-Vue est un immeuble à appartements de style moderniste construit sur le territoire de la commune bruxelloise d'Ixelles en Belgique par les architectes Stanislas Jasinski et Jean-Florian Collin.

## Localisation
La Résidence Belle-Vue se dresse au no 50 de l'avenue du Général de Gaulle, à l'angle de la rue du Buisson, face aux étangs d'Ixelles et à l'immeuble Le Tonneau construit par les mêmes architectes,.

## Historique

### Immeubles à appartements
« La construction d'immeubles à appartements a connu un développement important au lendemain de la Grande Guerre. Ainsi, une loi promulguée le 8 juillet 1924 rend légal le principe de copropriété. Les classes plus aisées de la société bruxelloise saisissent ce principe pour acquérir de grands appartements plutôt que des maisons particulières. Différentes importantes sociétés de construction saisissent l'occasion pour promouvoir ce type de logements. Trois sociétés sortent particulièrement du lot : la Société Belge Immobilière (SBI), la Société Études et Réalisations immobilières (ETRIMO) et la Compagnie Générale d'Entreprise Immobilière (COGENI). Enfin, ces appartements comprennent sur un niveau toutes les commodités présentes dans les hôtels de maître : cuisines équipées, salles de bains, chauffage central, etc. ».

### Jean-Florian Collin et Etrimo
L'architecte et promoteur immobilier Jean-Florian Collin est actif dès 1930 dans le domaine des immeubles à appartements, avec la construction du Palais du Congo en style Art déco. 
En 1935, cet architecte autodidacte fonde « sa célèbre société de promotion Etrimo »,,, « la société d'Etudes et de Réalisations Immobilières en Faveur des Classes moyennes » : Collin « s'adjoint le concours d'architectes modernistes rompus aux techniques de construction accélérées comme Stanislas Jasinski » et Etrimo « s'impose rapidement par sa maîtrise des techniques de chantier et son attention à toutes les facettes du confort domestique moderne. Exploitant un nombre restreint de motifs (éperons verticaux à couronnements métalliques, rotondes d'angle, grandes fenêtres en bandeau) habilement adaptés aux particularités de chaque site, Collin réalise quelques-unes des façades les plus significatives de son époque ».
Etrimo acquiert donc rapidement « avant-guerre une place enviable dans le secteur des immeubles à appartements destinés à la bourgeoisie ». C'est avec Etrimo que Collin édifie dans la deuxième moitié des années 1930 en style moderniste la Résidence Ernestine, la Résidence Belle-Vue, l'immeuble Le Tonneau et l'Immeuble La Cascade,,,,.
Après la guerre, Jean-Florian Collin construira avec Etrimo un grand nombre d'immeubles à appartements de style fonctionnaliste avec comme objectif « de donner à la classe moyenne la possibilité d'acquérir un bien immobilier neuf et confortable, construit dans un espace vert, tout en remboursant l'équivalent d'un loyer normal tous les mois ». En 1969, la société Etrimo est placée sous concordat judiciaire.

## Statut patrimonial
La Résidence Belle-Vue ne fait pas l'objet d'un classement au titre des monuments historiques mais figure à l'Inventaire du patrimoine architectural de la Région de Bruxelles-Capitale sous la référence 19573.

## Architecture
L'édifice est un immeuble à appartements de style moderniste qui présente un rez-de-chaussée paré de pierre bleue, avec un porche profond marqué de quatre piliers réalisés dans le même matériau, au fond duquel se trouve la porte d'entrée.
Sa silhouette est dominée par la rotonde semi-circulaire qui marque l'angle dirigé vers l'immeuble le Tonneau au sud-est. Cette rotonde, qui surmonte le porche semi-circulaire, comporte huit étages couverts intégralement de surfaces vitrées séparées par cinq fins contreforts blancs. La rotonde d'angle est un procédé architectural également utilisé par Collin pour la Résidence Ernestine, ainsi que par Antoine Courtens pour le Palais de la Folle Chanson,. Ici, elle se termine par une terrasse circulaire à ciel ouvert.
La rotonde d'angle est flanquée, sur sa gauche, d'une travée unique marquée à chaque étage d'une de huit loggias  et, sur sa droite, d'un alignement vertical de fenêtres circulaires qui évoquent les hublots d'un paquebot, une des variations sur le thème des paquebots transatlantiques qui caractérisent le modernisme des années 1930 (tour évoquant la cheminée d'un paquebot, balcons courbes semblables à des bastingages, mâts, hampes de drapeaux, hublots, mouvements de vagues dans la façade, etc…) et lui ont valu le surnom de style « paquebot ».
Face aux étangs, l'immeuble présente une façade de neuf étages (dont les deux derniers en retraits successifs) marqués par des fenêtres en bandeau, un des éléments de la doctrine du mouvement moderne, tels que les avait formulés en 1926 l'architecte (suisse à l'époque) Charles-Édouard Jeanneret-Gris, dit Le Corbusier, dans ses Cinq points d'une architecture nouvelle. Ces larges baies assurent une grande luminosité dans les différentes pièces.
L'immeuble comporte à chaque étage un appartement de plus de 200 m2, bénéficiant d'une vue agréable sur les étangs. « Si l'architecte a dessiné un plan-type, chaque propriétaire pouvait cependant, au moyen d'un système de cloisons amovibles, individualiser son appartement ».

## Réception
« Splendeur de la situation, qualité du plan, main-d'œuvre soignée » : c'est en ces termes élogieux qu'un journaliste décrivait, en 1937, cette réalisation de l'architecte Stanislas Jasinski.

Résidence Belle-Vue
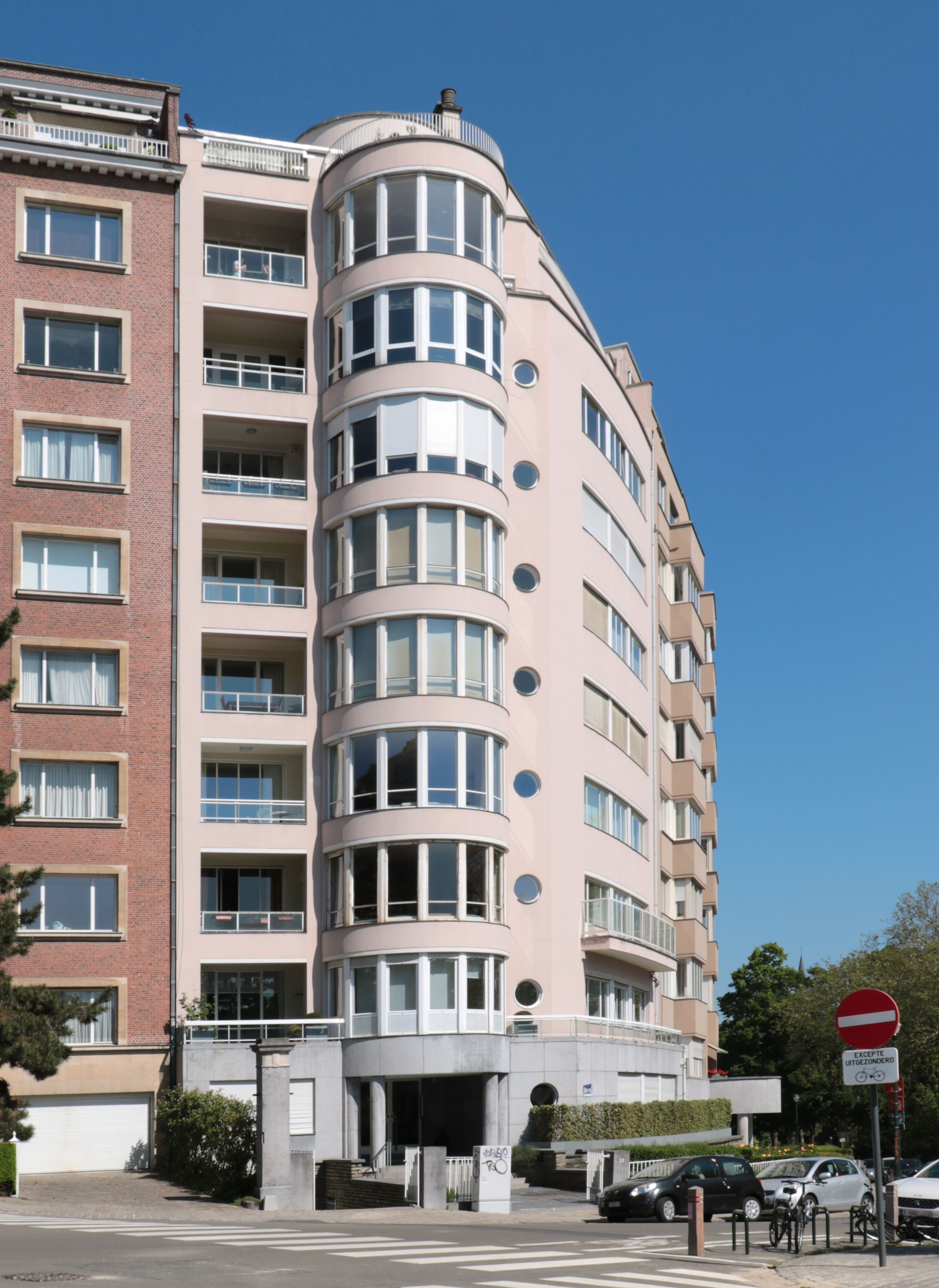
Rotonde d'angle.
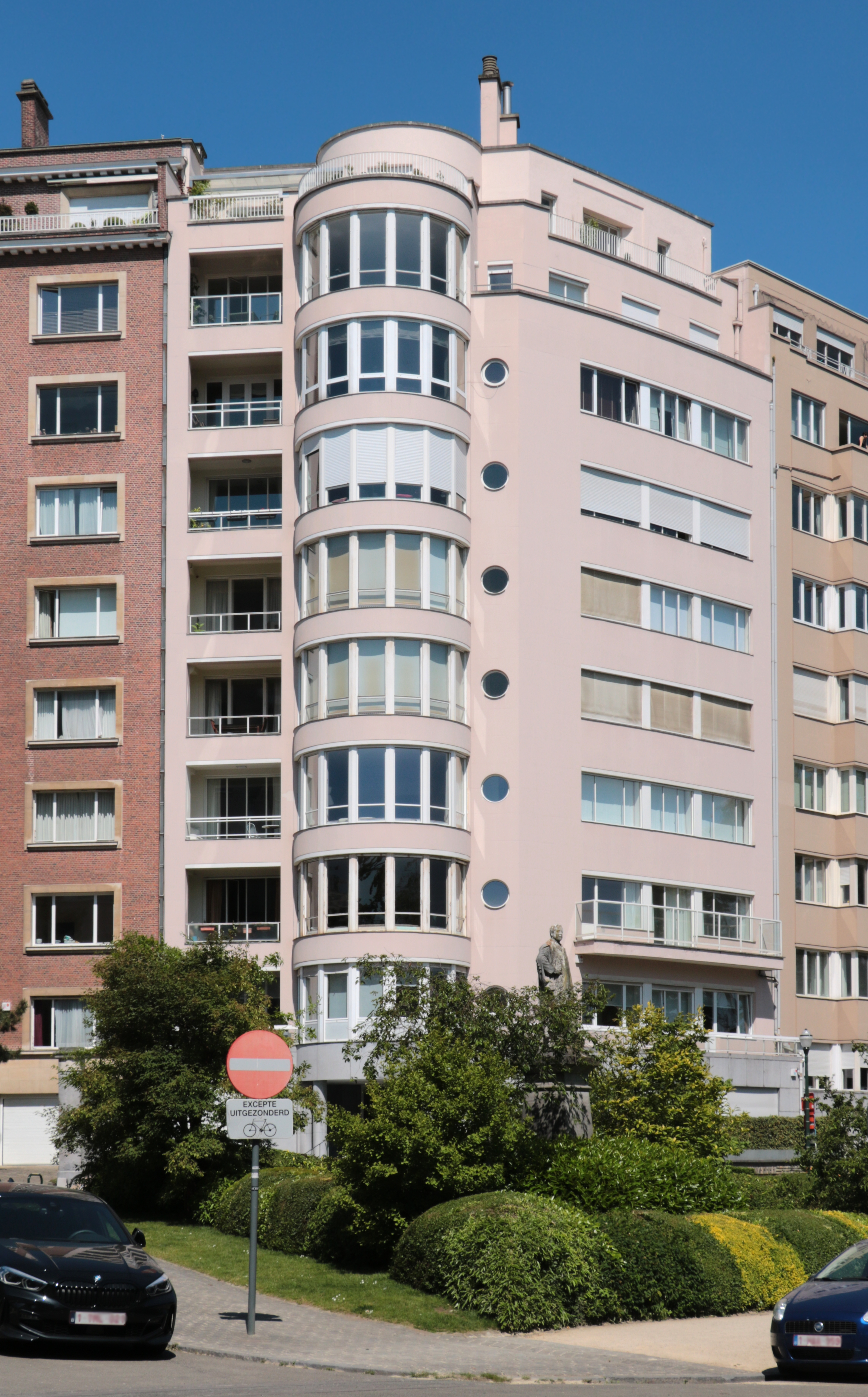
Façade et rotonde.
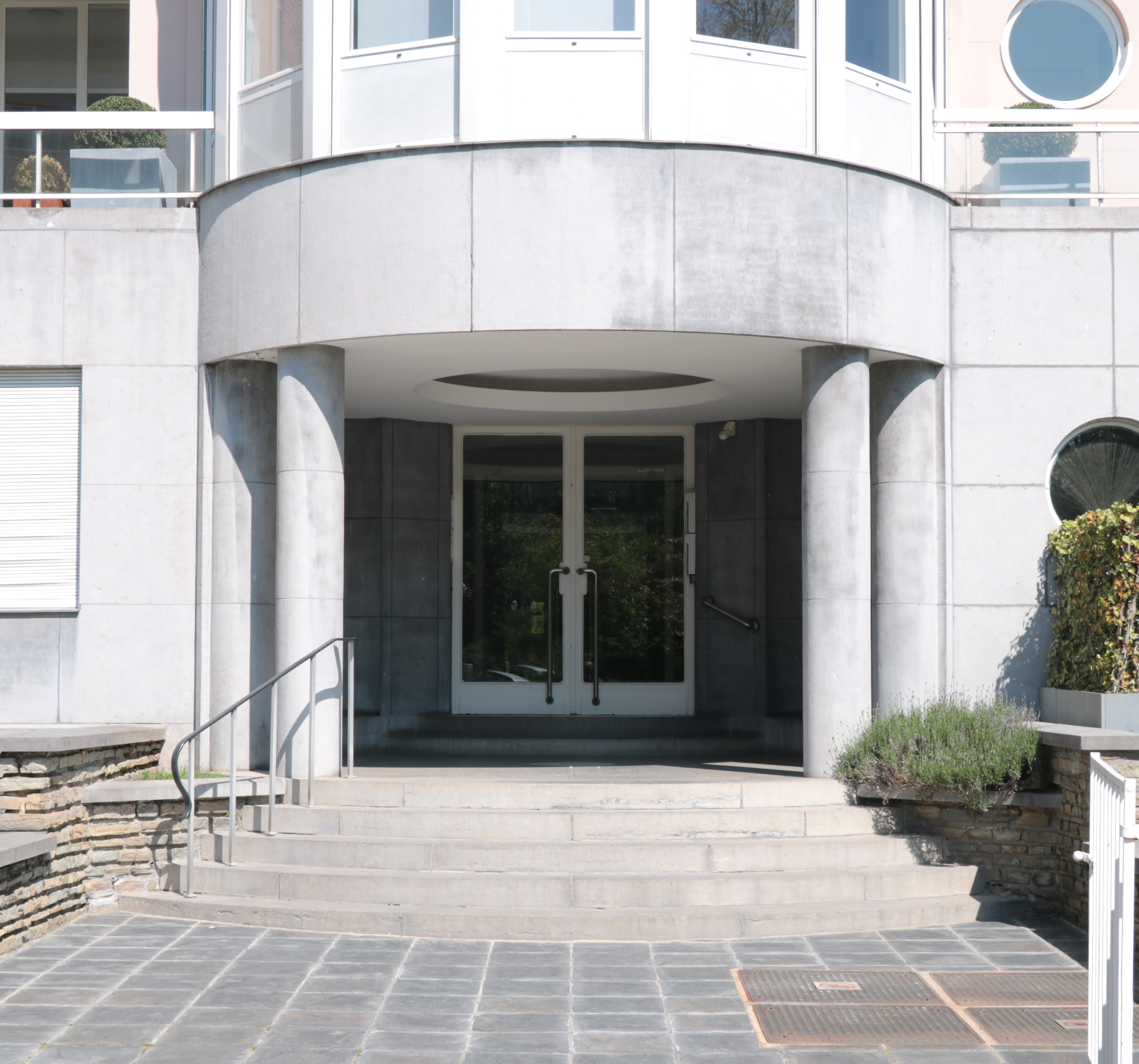
Porche.
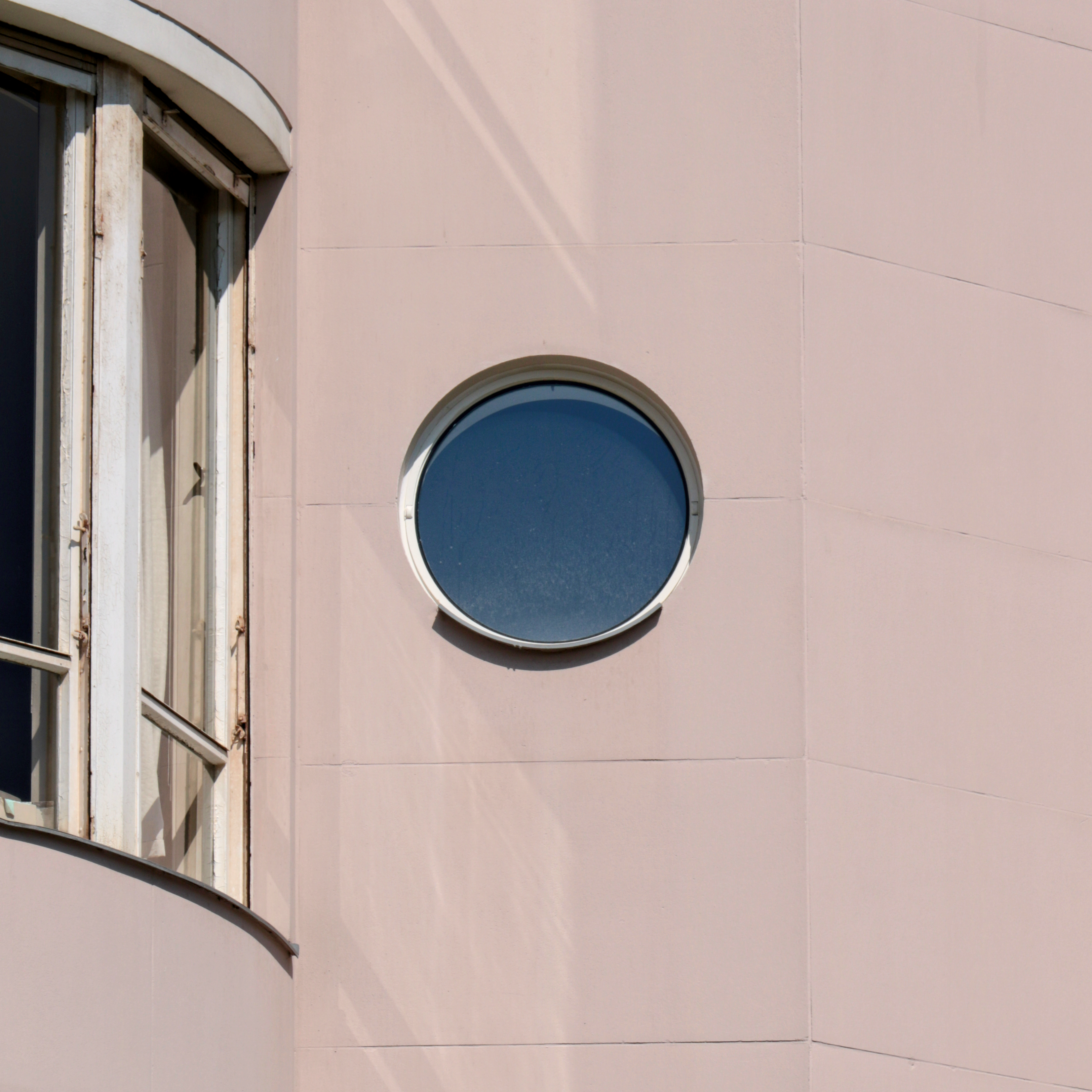
Fenêtre en forme de hublot caractéristique du style « paquebot ».